# Engeland
Engeland (Engels: England) is een voormalig koninkrijk en maakt als constituerend land met Noord-Ierland, Schotland en Wales deel uit van één soevereine staat: het Verenigd Koninkrijk. Van deze vier is Engeland het gebied met de meeste inwoners en de grootste oppervlakte. Het omvat het zuidelijke deel van het eiland Groot-Brittannië, in het westen grenzend aan Wales en in het noorden aan Schotland. Engeland telde in 2019 ruim 56,3 miljoen inwoners.
De naam Engeland werd in het verleden pars pro toto gebruikt om heel Groot-Brittannië of het Verenigd Koninkrijk aan te duiden. Met de opkomst van het Schotse nationalisme in de jaren dertig verdween deze gewoonte. Daarna geldt dit gebruik van het woord Engeland voor Groot-Brittannië als politiek incorrect.

## Demografie

### Bevolking
De bevolking van Engeland noemt men de Engelsen. Engeland is genoemd naar de Angelen, een van de Germaanse stammen die na het vertrek van de Romeinen vanuit het Europese vasteland het eiland koloniseerden. Samen met Saksen, Juten en mogelijk ook Friezen kwamen zij met schepen vanuit het huidige Noord-Duitsland, Noord-Nederland en West-Denemarken.  Deze vele tienduizenden opvarenden vormen mede de voorvaderen van de moderne Engelsen en een land (Groot-Brittannië), dat wereldwijd een enorme economische, linguïstische, geografische en demografische invloed heeft gehad. Romeinse geschiedschrijvers zoals Tacitus gebruikten voor het eiland de benaming Albion, naar het Latijnse woord albus (wit), de kleur van de krijtrotsen van Dover.

### Taal
De Engelse taal is sinds de 20e eeuw de meest verbreide lingua franca. Dit is voornamelijk het gevolg van de Britse expansie in de 19e eeuw en sindsdien de eveneens dominerende Engelstalige Verenigde Staten.

## Bestuurlijke indeling

### Graafschappen
Engeland is van oudsher onderverdeeld in graafschappen. Een graafschap (county) stond onder het bestuur van een graaf (Engels: 'count'). Deze gebieden werden oorspronkelijk (ten tijde van de Angelsaksen) shires genoemd, zoals nog blijkt uit de namen van een groot aantal graafschappen, zoals Bedfordshire, Hampshire enzovoorts. Na de komst van de Normandiërs kwam de benaming county in zwang, afgeleid van het Franse "comté".

### Huidige bestuurlijke indeling
De traditionele county's komen niet meer (geheel) overeen met de huidige bestuurlijke indeling. De groeiende stedelijke agglomeraties hebben eigen county councils gekregen die de zogeheten metropolitan counties besturen. De hoofdstad van Engeland (en van het gehele Verenigd Koninkrijk) is Londen.

### Regio's
De officiële indeling van Engeland in negen regio's is als volgt:
- Greater London
- North East England
- North West England
- Yorkshire and the Humber
- West Midlands
- East Midlands
- East of England
- South West England
- South East England

## Geografie
Engeland heeft 66 plaatsen met stadsrechten, de "city's". Andere grote plaatsen worden "towns" genoemd. Zie ook: Lijst van plaatsen in Engeland en Lijst van plaatsen in Engeland naar inwonertal.

## Onderwijs

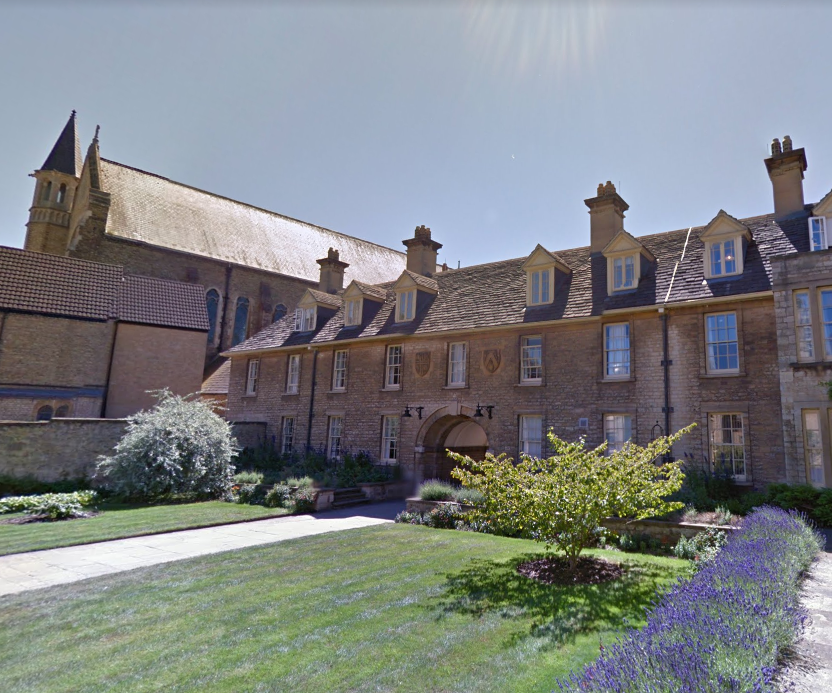
Somerville College, Universiteit van Oxford.

Engeland kent verschillende soorten middelbare scholen, zoals een public school en een grammar school. In 2014 had 7% van de populatie privéonderwijs genoten. Onderwijs is verplicht voor kinderen van 5 tot 16 jaar oud.
In Engeland staan de twee oudste universiteiten van de Engelssprekende wereld: de Universiteit van Oxford (ca. 1096) en de Universiteit van Cambridge (1209). Deze twee universiteiten worden samen ook wel Oxbridge genoemd en worden beschouwd als zeer prestigieuze universiteiten. Internationaal worden ze constant in de top tien van 's werelds beste universiteiten gerangschikt.
Met de oprichting van Bedford College, Girton College (Cambridge) en Somerville College (Oxford) in de tweede helft van de 19e eeuw werd het ook mogelijk voor vrouwen om een universitaire graad te behalen.